# Бадини, Эмилио
Эмилио Бадини (итал. Emilio Badini; 4 августа 1897, Росарио, Санта-Фе — 5 августа 1956, Болонья) — итальянский футболист, полузащитник. Участник летних Олимпийских игр 1920 года.

## Биография
Эмилио Бадини родился 4 августа 1897 года в аргентинском городе Росарио.
Играл в футбол на позиции полузащитника. В 1913—1921 годах выступал за «Болонью». В 1921—1922 годах играл за СПАЛ, в составе которого провёл 5 матчей в чемпионате Италии, забил 2 мяча. В 1922—1923 годах представлял «Виртус» из Болоньи, сыграл 6 матчей, забил 2 гола.
В 1920 году вошёл в состав сборной Италии по футболу на летних Олимпийских играх в Антверпене, занявшей 4-е место. Играл на позиции полузащитника, участвовал в матче против сборной Норвегии (2:1 доп. вр.), забив победный гол, и в поединке с Испанией (0:2).
Имел также гражданство Аргентины, но представлял только Италию.
Умер 5 августа 1956 года в Болонье.

## Семья
Родители Эмилио были родом из Болоньи.
Старший брат Анджело Бадини (1894—1921) и младшие братья Чезаре Бадини и Августо Бадини также были футболистами и играли за «Болонью».